# 7 Warszawski Batalion Saperów

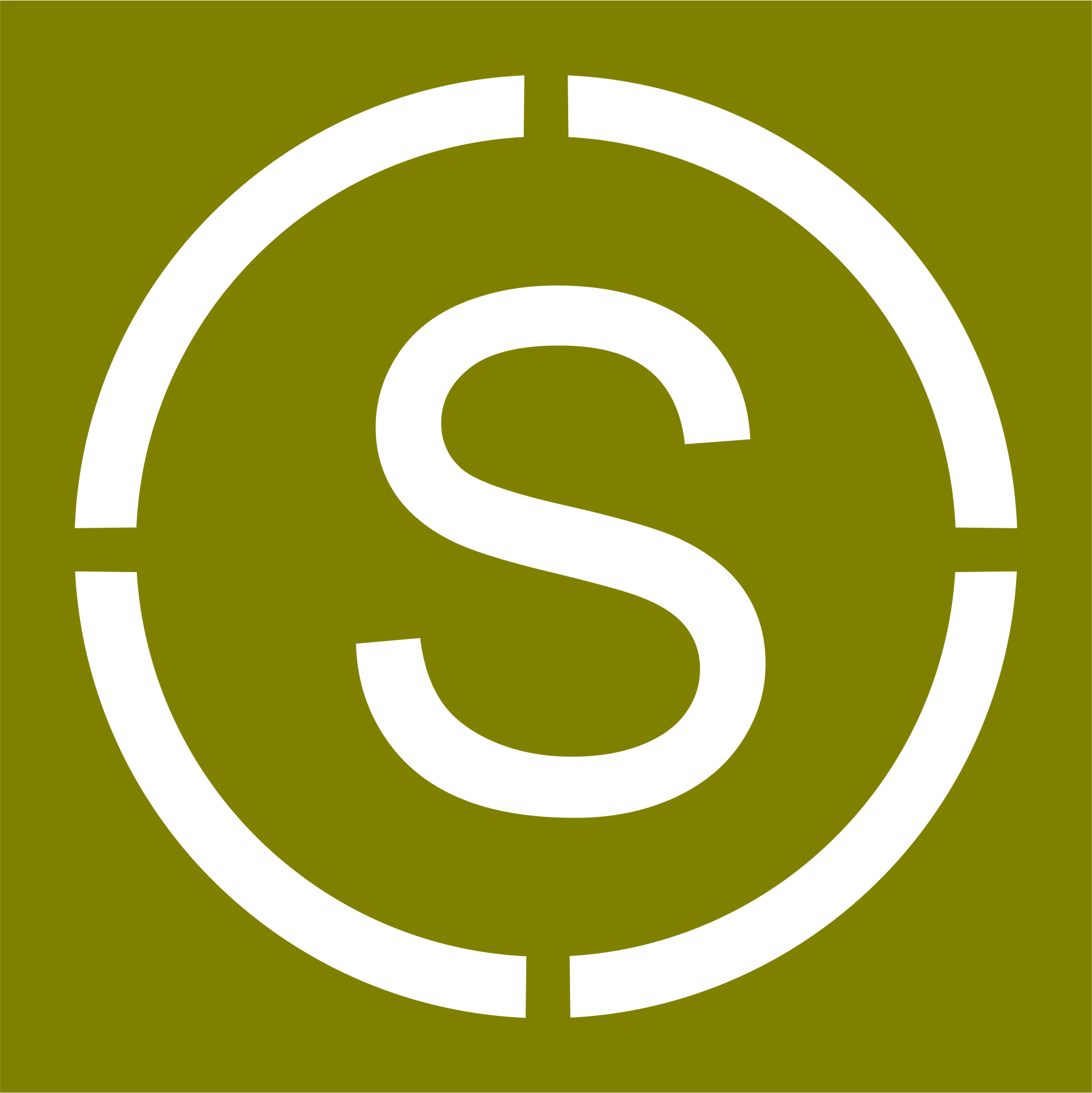
Znak na pojazdach batalionu

7 Warszawski samodzielny zmotoryzowany batalion saperów (7 bsap) – samodzielny pododdział wojsk inżynieryjnych ludowego Wojska Polskiego.

## Formowanie i marsze
Batalion został sformowany w miejscowości Lebiedin (okolice Sum) na podstawie dyrektywy Naczelnego Dowództwa Armii Czerwonej nr Org./1/30660400 z dnia 17 III 1944 oraz rozkazu dowódcy 1 Armii Polskiej w ZSRR nr 04 z 1 kwietnia 1944 początkowo jako jednostka 1 Warszawskiej Brygady Saperów. Organizację formowania batalionu powierzono płk. Bronisławowi Lubańskiemu pełniącemu obowiązki dowódcy wojsk inżynieryjno-saperskich 1 Armii WP. Braki kadrowe zmuszały do stawiania na dowódców kompanii podoficerów. W połowie kwietnia do batalionu przybyli oddelegowani z Armii Czerwonej oficerowie. 8 maja 1944 stan faktyczny batalionu wynosił: oficerów 8, podoficerów 27, szeregowych 220 – brak było 56 kierowców. W maju batalion otrzymał sprzęt saperski, uzbrojenie i inne środki oraz materiały (m.in. 15.05 przydzielono park pontonowy NLP oraz kolumnę samochodów ciężarowych, 17.05 żołnierze otrzymali broń). 15 czerwca batalion zmienił rejon ześrodkowania na Kiwerce, skąd skierowano go do m. Chopnie (rejon ześrodkowania 1 BSap). W tym czasie batalion inspekcjonował gen. Zygmunt Berling.
W połowie lipca batalion liczył: 25 oficerów, 54 podoficerów, i 225 szeregowych. Dysponował parkiem NLP i 40 samochodami. W związku z operacją lipcową 1944 Armii Czerwonej 1 AWP otrzymała rozkaz przegrupowania się w kierunku Kowla. 23 lipca 1944 7 bsap przekroczył Bug. Maszerując na Chełm, Lublini Puławy 28 lipca batalion rozlokował się we wsi Bełtów.
Do 21 lipca 1944 podlegał 1 Armii Polskiej w ZSRR a potem, do końca wojny, 1 Armii WP.
Przysięgę żołnierze batalionu złożyli 1 października 1944 we wsi Groszówka pod Warszawą.

## Udział w walkach
Po sformowaniu w lipcu 1944, batalion wziął udział w budowaniu przeprawy przez Wisłę w rejonie Puław. We wrześniu uczestniczył w organizowaniu przeprawy przez Wisłę w Warszawie w rejonie Saskiej Kępy. W styczniu 1945, w operacji wiślańsko-odrzańskiej 1 Frontu Białoruskiego 7 batalion pozostawał w odwodzie 1 Armii. W czasie walk na Wale Pomorskim zabezpieczał pod względem inżynieryjnym dowództwo 1 Armii WP budując schrony, stanowiska obserwacyjne i mosty. W marcu 1945 uczestniczył w walkach o Kołobrzeg. W czasie przejścia 1 Armii do obrony wybrzeża Bałtyku, batalion stacjonował w Gryficach, gdzie szkolił się z budowy przepraw, a jedna kompania przygotowywała się do działania jako oddział zaporowy w walce z czołgami. 12 kwietnia 1945, w ramach przygotowania do operacji brandenburskiej, batalion został przebazowany w rejon Gozdowic. 13 i 14 kwietnia przygotował tam przeprawy promowe przez Odrę dla potrzeb 3 Dywizji Piechoty. W czasie operacji berlińskiej wspierał dalej 3 DP. Następnie organizował przeprawę przez Kanał Hohenzollernów budując most w Stople. Przeprawę utrzymywał do 28 kwietnia. Po zdemontowaniu mostu został przebazowany do Paaren, gdzie organizował stanowisko dowodzenia 1 Armii. Szlak bojowy zakończył nad Hawelą.
19 lutego 1945 Naczelne Dowództwo Armii Czerwonej nadało Batalionowi nazwę wyróżniającą „Warszawski”.
28 maja 1945 Rada Najwyższa ZSRR odznaczyła Batalion Orderem Czerwonej Gwiazdy za „wzorowe wypełnianie zadań bojowych Naczelnego Dowództwa przy przerwaniu obrony Niemców i ofensywie na Berlin”.

## Skład organizacyjny
Etat 012/109
- Dowództwo i sztab
- pluton dowodzenia
- 3 x kompania saperów
  - 3 x pluton saperów
  - drużyna zaopatrzenia
- park przeprawowy
- kwatermistrzostwo
  - punkt pomocy medycznej
  - lazaret weterynaryjny
  - warsztaty i magazyn techniczny
- drużyna gospodarcza

Razem:
żołnierzy – 321 (oficerów – 32, podoficerów – 62, szeregowych – 228)
sprzęt:
- park przeprawowy NLP – 1 kompl.
- kuter BMK – 1 szt.
- samochód osobowy – 1 szt.
- samochody ciężarowe – 13 szt.
- samochody specjalne – 13 szt.
- przyczepy samochodowe – 13 szt.
- motocykle – 3 szt.
- Kuchnie – 3 szt.
- miny – 483

## Obsada personalna
Dowódcy batalionu
7 samodzielny zmotoryzowany batalion saperów
- kpt. M. Tomaszewski (7 kwietnia – 28 września 1944)
- mjr Karol Jakubiak (od 28 września – 18 grudnia 1944)
- ppłk Anatol Kreczko[8] (18 grudnia 1944 – styczeń 1946)
- Artur Ułanowski,
- Artur Archutik,
- Mikołaj Safronow,
- Zygmunt Mazur

7 Warszawski batalion saperów 20 Warszawskiej Dywizji Pancernej
- mjr Stanisław Gaik (1970)
- mjr Waldemar Piaseczny (1970 – 1972)
- mjr Józef Soja (1972 – 1974)
- kpt. Ryszard Dragańczuk (1974 – 1976)
- kpt. Stanisław Nowak (1976 – 1977)
- mjr Krzysztof Marowski (1977 – 1980)
- mjr Marian Łuczak (1980 – 12 czerwca 1982)
- mjr Andrzej Staszel (06.1982 – 1983)
- ppłk Hieronim Marzęcki (1983 – 24 października 1988)
- mjr Stanisław Białek (1988 – 1990)

## Okres powojenny

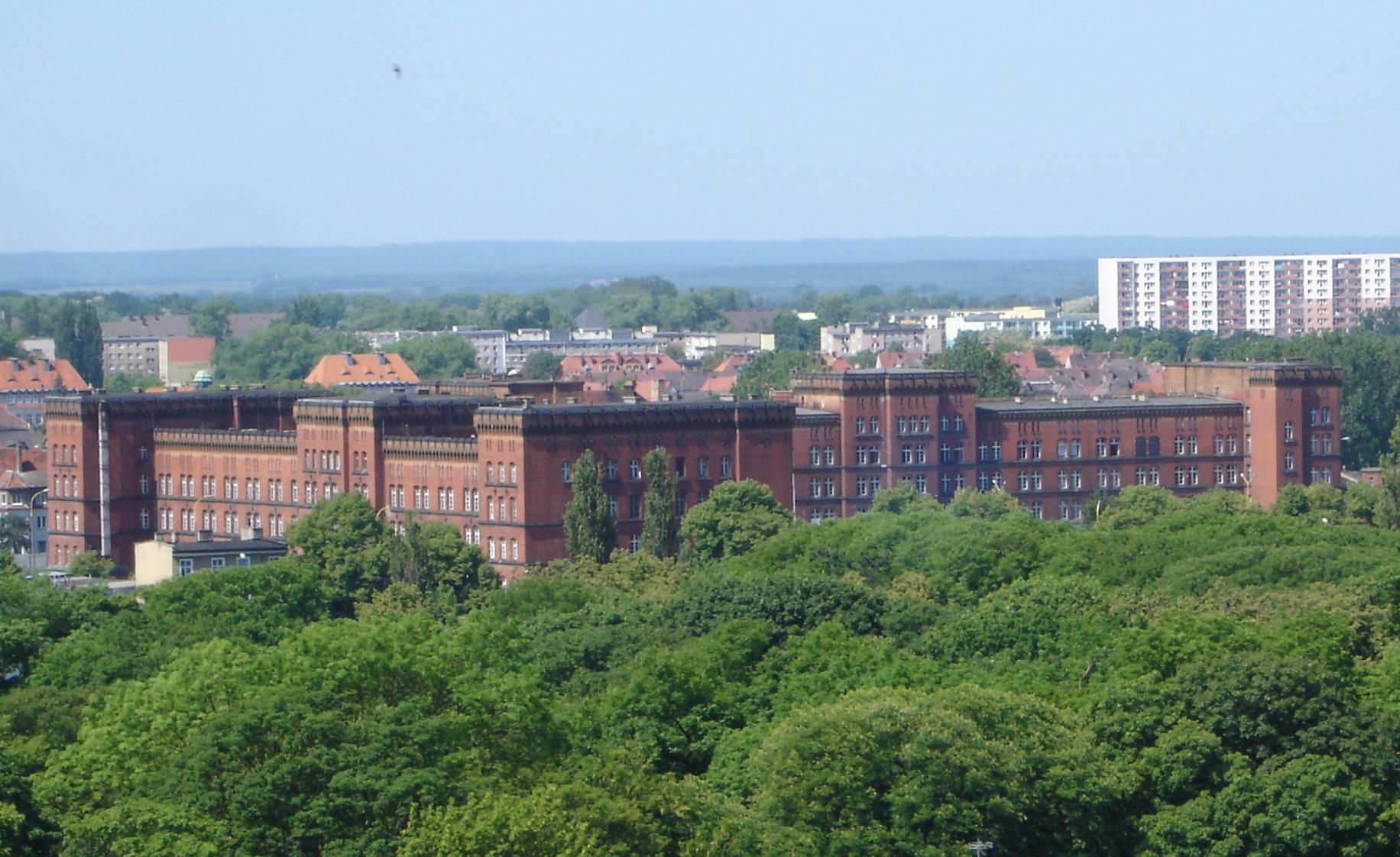
Czerwone koszary w Stargardzie

Po zakończeniu działań bojowych, w lipcu 1945 będąc dalej w składzie 1 Armii WP przegrupował się z Niemiec do Polski do Świętochłowic i uczestniczył w rozminowywaniu kraju. W lipcu i sierpniu kompanie usuwały i niszczyły miny, bomby i różnego rodzaju amunicję w miastach i obiektach przemysłowych Górnośląskiego Okręgu Przemysłowego w takich miastach jak: Katowice, Sosnowiec, Chorzów, Zabrze, Bytom i Gliwice. Od 20 lipca do 30 sierpnia batalion zniszczył 46 580 min oraz 4530 pocisków, bomb lotniczych i różnej amunicji większych kalibrów. We wrześniu batalion został przebazowany w rej. Raciborza i rozminowywał miejscowości: Racibórz, Rogowo, Wodzisław, Pawłowice, Chybice i Rudnica. W październiku prowadził prace wzdłuż lewego brzegu Odry od Raciborza do Opola. Był to ciężki teren do rozminowania, z bunkrami, okopami i polami minowymi powiązanymi z terenem i Odrą. Do końca października pododdziały zniszczyły w sumie 163 385 min różnego typu. Późną jesienią batalion powrócił do Świętochłowic, po czym został przebazowany do Kazunia.
W czasie rozminowania batalion stracił 6 żołnierzy (1 oficera, 2 podoficerów, 3 żołnierzy)
22 stycznia 1946 7 Batalion Saperów rozformowano, a kadrę i sprzęt wcielono do 2 pułku saperów z Kazunia.
W 1951 w Złocieńcu sformowano 73 batalion saperów 20 Dywizji Zmechanizowanej. Z początkiem 1946 wszystkie brygady saperów zostały przeformowane w pułki saperów. Jednocześnie rozformowany został 7 zmotoryzowany batalion saperów. Kadrę i sprzęt tego batalionu przekazano do 2 pułku saperów. Batalion ten w 1961 przedyslokowano do Gryfic i przemianowano na „7 Warszawski Batalion Saperów”. Od 1970 batalion stacjonował w Stargardzie Szczecińskim i wchodził w skład 20 Dywizji Pancernej. W związku z przeformowaniem 20 DPanc na 2 Pomorską Dywizję Zmechanizowaną, w 1990 batalion powtórnie przemianowano i nadano mu numer 2. Od 1996 batalion otrzymał sztandar i miano „Stargardzki”.

## Przekształcenia
7 batalion saperów → w styczniu 1946 rozformowany
73 batalion saperów → 7 batalion saperów → 2 batalion saperów (2 PDZ) → 2 Stargardzki batalion saperów